# 山下五三郎
山下 五三郎（やました ごさぶろう、1869年5-6月（明治2年4月） - 1943年（昭和18年）1月）は、大日本帝国陸軍軍人。最終階級は陸軍少将。

## 経歴
東京府出身。1893年（明治26年）陸軍士官学校第4期卒業。
熊本陸軍地方幼年学校長などを経て、1913年（大正2年）8月に岡山連隊区司令官に任官。
のち1915年（大正4年）9月に陸軍歩兵大佐に昇進し、翌年の1916年（大正5年）8月に歩兵第2連隊長（第14師団、歩兵第27旅団）に任官し、シベリア出兵に従軍した。
そののち1919年（大正8年）7月に陸軍少将に昇進と同時に待命、同年11月に予備役に編入した。
退役後は浜松市で教育活動に携わる。大正10年に結団した浜松市少年団の初代団長を務めたほか、大正13年には、誠心高等女学校（現・浜松開誠館中学校・高等学校）の初代校長に就任し、昭和12年までその職にあった。

## 栄典
- 1894年（明治27年）5月1日 - 正八位[5]
- 1919年（大正8年）7月25日 - 正五位[6]